# 胡凱翔
胡凱翔（1991年5月16日—）為臺灣男子籃球運動員，場上位置為前鋒，現效力於超級籃球聯賽台灣啤酒。胡凱翔來自屏東縣萬丹鄉，從國中開始喜歡廟會活動以及扛轎，國三參加臺灣區中等學校運動會屏東代表隊選拔時被屏東高中籃球隊教練金亦清延攬入隊，自此開始接受正規籃球訓練，自中國文化大學畢業後投入超級籃球聯賽新人選秀會，2013年8月在選秀會第一輪第四順位被裕隆納智捷選中。2022年7月8日，胡凱翔加盟T1聯盟臺南台鋼獵鷹。

## 個人生活
2023年公佈與模特兒劉雨柔的戀情，2025年兩人結婚。同年7月16日劉雨柔順利誕下女兒「小花生」。

## 外部連結
- 胡凱翔在fiba.basketball（英语）
- 胡凱翔在archive.fiba.com（存檔）（英语）
- 胡凱翔在Eurobasket.com（球員）（英语）
- 胡凱翔在Flashscore（英语）